# Costa Smeralda

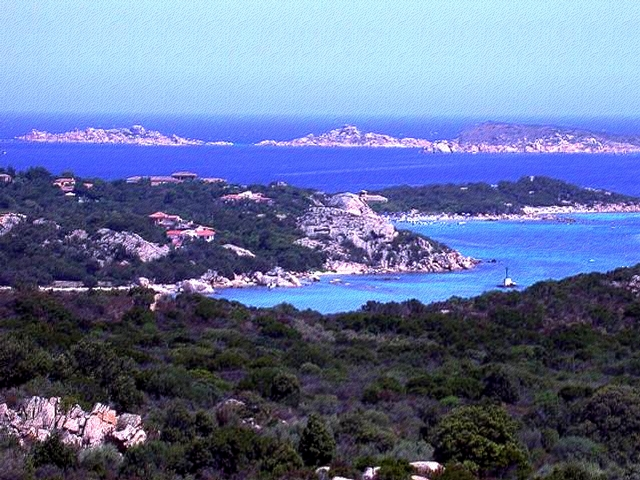
Deel van de Costa Smeralda bij de badplaats Capriccioli

Costa Smeralda (Italiaans voor "Smaragdkust") is een kustgebied in het noord tot noordoosten van Sardinië. Het gebied is 55 kilometer lang en meer dan 30 km² groot. Het wordt bediend door de luchthaven Olbia-Costa Smeralda.
De belangrijkste stranden in Costa Smeralda zijn Porto Cervo, Poltu Cuatu, Liscia di Vacca, Capriccioli, Cala di Volpe en – ondanks dat het officieel niet in bij Costa Smeralda hoort – Porto Rotondo.
Costa Smeralda staat bekend om de mooie stranden en toeristische 'dorpen.' De kust is ontwikkeld tot luxe toeristengebied vanaf 1961, toen prins Karim Aga Khan IV besloot betoverende stranden te maken. Hij maakte hierbij gebruik van de architecten Busiri-Vici en Vietti, die in Costa Smeralda een bouwstijl ontwierpen die het paradijselijke gevoel van Costa Smeralda moest versterken. Deze stijl werd vervolgens populair als 'typisch' Sardijnse stijl.
Het gebied richt zich op de rijkere toeristen. 